# Edmundo Piaggio
Edmundo Piaggio (Lanús, Argentina, 3 de octubre de 1905 - Lanús, Argentina, 27 de julio de 1975) fue un futbolista argentino. Jugaba como defensa.

## Selección nacional
Fue internacional con la Selección de fútbol de Argentina. En 1929 fue convocado para la Campeonato Sudamericano 1929, disputada en Argentina. Un año más tarde formó parte del equipo que viajó a Uruguay para disputar la Copa Mundial de Fútbol de 1930.

### Participaciones en Copas del Mundo
| Mundial                        | Sede    | Resultado  |
| ------------------------------ | ------- | ---------- |
| Copa Mundial de Fútbol de 1930 | Uruguay | Subcampeón |

### Participaciones en Campeonato Sudamericano
| Copa                         | Sede      | Resultado |
| ---------------------------- | --------- | --------- |
| Campeonato Sudamericano 1929 | Argentina | Campeón   |

## Estadísticas

### Clubes
| Club                       | País      | Año       |
| -------------------------- | --------- | --------- |
| Club Atlético Lanús        | Argentina | 1927-1931 |
| Club Atlético Boca Juniors | Argentina | 1932-1934 |
| Club Atlético Lanús        | Argentina | 1935      |